# The New Times (Ruanda)
The New Times ist eine ruandische Tageszeitung. Sie wurde 1995, weniger als ein Jahr nach dem Völkermord in Ruanda, als erste private englischsprachige Zeitung des Landes gegründet.

## Profil
Human Rights Watch bezeichnete sie im Mai 2009 als eine „staatseigene“ Zeitung. Die BBC charakterisiert die Zeitung als „regierungsfreundlich“. Die Frankophonie-Forscherin Caroline Williamson Sinalo kommt zu einem ähnlichen Urteil; laut ihr ist die Zeitung dafür bekannt, den Standpunkt der ruandischen Regierung wiederzugeben.